# Constantin Cîşlari
Constantin Cîşlari (bis Dezember 2024 Constantin Preis) (* 16. Mai 1998 in Chișinău, Republik Moldau) ist ein deutscher Leichtathlet. Ende des Jahres 2024 änderte Cîşlari seinen Namen von Preis zurück zu seinem Geburtsnamen Cîşlari. Er ist auf die Langhürden spezialisiert, läuft aber auch 400 Meter sowie in der 4-mal-400-Meter-Staffel. Seine größten Erfolge im 400-Meter-Hürdenlauf sind das Halbfinale bei den Olympischen Spielen in Tokio 2020, die Teilnahme an den Olympischen Spielen in Paris 2024 über 400 Meter Hürden sowie die Titel bei den Deutschen Meisterschaften 2019, 2020, 2021. Seine persönliche Bestzeit über 400 Meter Hürden liegt bei 48,45 Sekunden, aufgestellt 2023 bei den Deutschen Meisterschaften 2023 in Kassel, Deutschland.

## Berufsweg
Ohne Deutschkenntnisse war Cîşlari zunächst in einer Aufbauklasse, von der Hauptschule ging sein Weg über die Realschule zum Gymnasium in Pforzheim, an dem er 2018 seinen Abschluss (Abitur) machte. Er strebt per Fernstudium den Bachelor in Ernährungswissenschaft an.

## Sportliche Karriere
Cîşlari kam 2011 mit seiner Familie aus der Republik Moldau nach Deutschland und begann in Deutschland seine Leichtathletiklaufbahn. In der Aufbauklasse standen die Bundesjugendspiele auf dem Stundenplan. Als sich dort sein Talent zeigte, schloss er sich dem TV Pforzheim 1834 an.
2015 stand er mit 14,21 Sekunden beim 110-Meter-Hürdenlauf an dritter Stelle der DLV-Jahresbestenliste der U18.
2016 bremste ihn ein Bänderriss komplett aus, und Cîşlari dachte daran, seine sportliche Laufbahn zu beenden.
2017 wurde er Deutscher U20-Hallenmeister auf der Stadionrunde und Deutscher U20-Meister über 400 Meter Hürden. International belegte er bei den U20-Europameisterschaften über die Hürden den 10. Platz.
2018 errang Cîşlari den Titel bei den Deutschen U23-Meisterschaften auf der 400-Meter-Hürdendistanz und wurde bei den Aktiven Vizemeister sowohl über die Langhürden als auch mit der 4-mal-400-Meter-Staffel.
2019 verteidigte er seinen Titel bei den Deutschen Juniorenmeisterschaften und wurde bei den Aktiven Deutscher Meister. Mit der Staffel konnte Preis Deutscher Vizemeister werden. Zuvor hatte er bei den U23-Europameisterschaften den 4. Platz errungen. Im Herbst kam er bei den Weltmeisterschaften über den Vorlauf nicht hinaus.
2020 wurde Cîşlari Deutscher Meister über 400 Meter Hürden.
2021 konnte er seinen Titel als Deutscher Meister über 400 Meter Hürden verteidigen und erreichte bei den Olympischen Spielen 2020 in Tokio den 17. Platz über 400 Meter Hürden.
2022 erreichte er das Halbfinale bei den Europameisterschaften in München über 400 Meter Hürden.
2023 wurde er Deutscher Vizemeister über 400 Meter Hürden und nahm an den Weltmeisterschaften in Budapest teil.
2024 erreichte er das Halbfinale bei den Europameisterschaften in Rom über 400 Meter Hürden und nahm an den Olympischen Spielen in Paris teil.
Cîşlari war im Perspektivkader des Deutschen Leichtathletik-Verbandes (DLV) bis Ende 2024.

## Vereinszugehörigkeiten
Cîşlari startet seit 2018 für den VfL Sindelfingen und trainierte bis Ende 2024 bei Sebastian Marcard und Olaf Klein. Zuvor war er beim TV Pforzheim 1834 und trainierte bei Roland Hiller.

## Persönliche Bestleistungen
(Stand: 2. Januar 2020)
Halle
- 400 m: 46,78 s, Dortmund, Februar 2021

Freiluft
- 400 m: 46,82 Sek. Stellenbosch, SA 2022
- 400 m Hürden: 48,45 Sek. Kassel 2023

## Erfolge
national
- 2017: Deutscher U20-Hallenmeister (400 m)
- 2017: Deutscher U20-Meister (400 m Hürden)
- 2018: Deutscher U23-Meister (400 m Hürden)
- 2018: Deutscher Vizemeister (400 m Hürden und 4 × 400 m)
- 2019: Deutscher U23-Meister (400 m Hürden)
- 2019: Deutscher Meister (400 m Hürden)
- 2019: Deutscher Vizemeister (4 × 400 m)
- 2020: Deutscher Meister (400 m Hürden)
- 2021: Deutscher Meister (400 m Hürden)
- 2023: Deutscher Vizemeister (400 m Hürden)

international
- 2017: 10. Platz U20-Europameisterschaften (400 m Hürden)
- 2019: 4. Platz U23-Europameisterschaften (400 m Hürden)
- 2019: 31. Platz Weltmeisterschaften (400 m Hürden)
- 2021: 17. Platz Olympische Spiele 2020 (400 m Hürden)
- 2022: Halbfinale EM München 2022 (400 m Hürden)
- 2023: Teilnahme WM Budapest 2023 (400 m Hürden)
- 2024: Halbfinale EM Rom 2024 (400 m Hürden)
- 2024: Teilnahme Olympische Spiele Paris 2024 (400 m Hürden)